# Језеро Бистарац
Бистарац је језеро у Федерацији БиХ, у Босни и Херцеговини. Налази се у Тузланском кантону, око два километра од Лукавца. Бистарац је језеро са природним пречишћавањем тако да је вода у језеру чиста.
Језеро је богато рибом, а целе године се порибљава разним врстама риба као што су: шаран, сом, савска деверика, плотица. Сем ових риба у језеру се налазе и лињак, црвенперка, амур, толстолобик, смуђ, клен, коштро и пастрмка, која је се добро прилагодила води језера. На језеру се током целе године организују спортска риболовна такмичења.